# Mary Anderson (actrice, 1897-1986)
Pour les articles homonymes, voir Mary Anderson et Anderson.
Mary Anderson (1897-1986) est une actrice américaine du cinéma muet, qui apparait dans 77 films entre 1914 et 1923.

## Biographie
Née à Brooklyn le 28 juin 1897, Mary Anderson a étudié à l'Erasmus Hall High School de New York. Elle commence sa carrière dans le cinéma à l'âge de 17 ans, et tourne pour les studios Vitagraph. Par la suite en 1920 elle produit elle-même le film Bubbles qui est bien reçu par le public. Plus tard elle travaille pour Famous Players-Lasky et Canyon Pictures.

## Filmographie
- 1914 : A Helpful Sisterhood (en) de Van Dyke Brooke

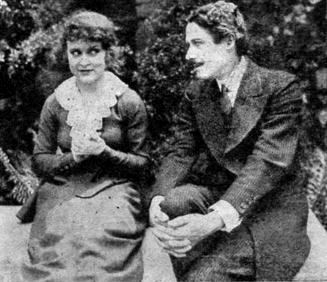
Mary Anderson dans The False Faces

- 1914 : My Official Wife de James Young : Marguerite
- 1914 : A Pair of Frauds
- 1915 : The Homecoming of Henry
- 1917 : The Divorcee
- 1919 : Périlleuse Mission (The False Faces) d'Irvin Willat
- 1919 : Le Remplaçant (en) (Johnny Get Your Gun) de Donald Crisp
- 1920 : Vanishing Trails (en)
- 1923 : The Fatal Photo
- 1923 : Enemies of Children